# Ordu Kabul
Ordu Kabul F.C. – afgański klub piłkarski grający na najwyższym szczeblu piłkarskim w Afganistanie, Kabul Premier League. Jest 3-krotnym mistrzem Afganistanu.

## Sukcesy
- Mistrzostwo Afganistanu - 3 razy (2006, 2007, 2008[1])

## Aktualny skład
Skład aktualny na 8 września 2008 
| Nr | Poz. | Piłkarz          |
| -- | ---- | ---------------- |
| 1  | BR   | Hamid Omeh       |
| 2  | OB   | Hektor Masudi    |
| 4  | OB   | Faisal Sakhizada |
| 6  | OB   | Aysek Doloman    |
| 7  | PO   | Kasim Ahadi      |
| 9  | NA   | Ali Bakur        |
| 10 | NA   | Djebrail         |
| 11 | NA   | Marvaiz Zaraa    |

| Nr | Poz. | Piłkarz             |
| -- | ---- | ------------------- |
| 14 | OB   | Zakria Rezai        |
| 16 | PO   | Mustafa Helu        |
| 17 | PO   | Islam Vardakpafar   |
| 24 | OB   | Rufet Maddani       |
| 25 | PO   | Ghulam Hazrat Niazi |
| 32 | NA   | Muhamed Shemah      |
| 35 | OB   | Gazi Selhari        |